# NGC 1821
NGC 1821 (również PGC 16898) – galaktyka nieregularna (IBm), znajdująca się w gwiazdozbiorze Zająca. Została odkryta 26 grudnia 1885 roku przez Francisa Leavenwortha.
W galaktyce tej zaobserwowano supernową SN 2002bj.